# San Pietro Vernotico
San Pietro Vernotico es una localidad y comune italiana de la provincia de Brindisi, región de Apulia, con 14.449 habitantes.
Tierra de nacimiento del jugador español del Liverpool FC, Thiago Alcántara.

## Evolución demográfica
| Gráfica de evolución demográfica de San Pietro Vernotico entre 1861 y 2001 |
|                                                                            |
| Fuente ISTAT - elaboración gráfica de Wikipedia                            |